# Bahnstrecke Palazzolo–Paratico
| Bahnhof Paratico |                      |                                |                                |
| |                      |                                |                                |
| Streckennummer (RFI): | 28                   |                                |                                |
| Streckenlänge: | 10 km                |                                |                                |
| Spurweite: | 1435 mm (Normalspur) |                                |                                |
| Streckengeschwindigkeit: | 40 km/h              |                                |                                |
| |                      |                                |                                |
| \| \| \| R 1 von Brescia \| \| \| \| 0,000 \| Palazzolo sull’Oglio \| Palazzolo sull’Oglio \| \| \| \| R 1 nach Bergamo \| \| \| \| 2,327 \| A4 - Europastraße 64 \| A4 - Europastraße 64 \| \| \| 6,353 \| Capriolo \| Capriolo \| \| \| 9,648 \| Paratico-Sarnico ehem. Bahnhof \| Paratico-Sarnico ehem. Bahnhof \| \| \| 9,883 \| Rivatica \| Rivatica \| \| \| \| nach Lovere \| \| |                      |                                |                                |
| Strecke |                      | R 1 von Brescia                | R 1 von Brescia                |
| Bahnhof | 0,000                | Palazzolo sull’Oglio           | Palazzolo sull’Oglio           |
| Abzweig geradeaus und nach links |                      | R 1 nach Bergamo               | R 1 nach Bergamo               |
| Strecke mit Straßenbrücke | 2,327                | A4 - Europastraße 64           | A4 - Europastraße 64           |
| Haltepunkt / Haltestelle | 6,353                | Capriolo                       | Capriolo                       |
| Haltepunkt / Haltestelle Strecke ab hier außer Betrieb | 9,648                | Paratico-Sarnico ehem. Bahnhof | Paratico-Sarnico ehem. Bahnhof |
| Dienststation / Betriebs- oder Güterbahnhof (Strecke außer Betrieb) | 9,883                | Rivatica                       | Rivatica                       |
| Eisenbahnfähre (Strecke außer Betrieb) |                      | nach Lovere                    | nach Lovere                    |

Die Bahnstrecke Palazzolo–Paratico ist eine Bahnstrecke in der Region Lombardei in Italien. Sie wird heute ausschließlich im touristischen Betrieb befahren.

## Geografische Lage
Sie verbindet die Bahnstrecke Bergamo–Brescia mit dem Ort Paratico, an der Südspitze des Iseosees.

## Technische Parameter
Die Strecke ist eingleisig, nicht elektrifiziert und 9,6 km lang. Unterwegs gibt es keine Ausweichstellen für begegnenden Zugverkehr.
Die Infrastruktur wird von dem staatlichen Infrastrukturunternehmen RFI betrieben.

## Geschichte
Der Bau einer Stichstrecke der Ferdinandsbahn zum Ufer des Iseosees wurde von den Industrieunternehmen am See, besonders den Stahlwerken von Lovere und den Zementwerken von Pilzone gefordert. Sie wurde von der privaten Società Anonima per la ferrovia Palazzolo–Paratico al lago d’Iseo gebaut, 1876 fertiggestellt und von der Gesellschaft auch betrieben. Güterzüge fuhren bis zum Seeufer und Güterwagen wurden von dort zu den einzelnen Betrieben trajektiert. Ab 1885 stellte die Strecke Brescia–Iseo der Staatsbahn eine mächtige Konkurrenz dar, weil Pilzone und das Zementwerk dadurch einen direkten Bahnanschluss erhielten. 1911 übernahm die staatliche FS die Strecke.
1966 stellten die FS den Personenverkehr ein, den Güterverkehr und die Fährverbindung 1998, nachdem das Stahlwerk in Lovere aufgrund der Stahlkrise seinen Betrieb aufgab.
1994 wurde der Verband Ferrovia del Basso Sebino (FBS) gegründet, der auf der Strecke den ersten touristischen Bahnverkehr Italiens anbot. Als Fahrzeug dafür wurden normalerweise Triebwagen ALn 668 der Baureihe 1400 aus den 1950er Jahren eingesetzt, manchmal auch Dampflokomotiven.
Aufgrund des Gesetzes Nr. 128 vom 9. August 2017 wurde die Strecke zusammen mit einer Reihe anderer Strecken als aus touristischen Gründen erhaltenswert eingestuft. Zudem wurde sie in das Programm Binari senza tempo (italienisch für Zeitlose Bahnstrecken) der Fondazione FS Italiane aufgenommen, die sich um historisch interessante Bahnstrecken und den historischen Fahrzeugbestand der FS kümmert.

## Verkehr
Der Personenverkehr wird von der ehrenamtliche arbeitenden Ferrovie Turistiche Italiane (FTI) als Museumsbahn geführt.